# ریچارد آسمان
ریچارد آسمان (انگلیسی: Richard Assmann, آلمانی: Richard Aßmann) هواشناس و پزشک آلمانی بومی ماگدبورگ بود. او کمک‌های زیادی در تحقیقات ارتفاعات بالا در مورد جو زمین انجام داد. او پیشگام علم هوانوردی بود و یکی از بنیانگذاران هواشناسی بود.